# Peščeni smilj
Peščeni smilj (znanstveno ime Helichrysum arenarium) je trajnica iz družine nebinovk.

## Opis
Rastlina zraste od 20 do 40 cm v višino, njeno steblo pa je poraščeno z gostimi svetlimi dlačicami. Steblo se proti vrhu razcepi na več vrhov, na koncu katerih se razvijejo rumena socvetja. Listi so podolgovato jajčasti, pri peclju pa so zožani. Rob listov je gladek, listi pa so po obeh straneh poraščeni s srebrnimi dlačicami.
Koški so široki od štiri do šest milimetrov, rastlina pa cveti od julija do oktobra.

## Razširjenost in uporabnost
Peščeni smilj uspeva na peščenih podlagah. Pripravki iz rastline pospešujejo izločanje žolča in pomagajo pri bolezni jeter in prebavil. Pomaga tudi pri kašlju, nahodu in določenim vrstam alergij. Prevretek iz cvetov pomaga tudi pri revmatičnih obolenjih, koprivnici ter kožnih vnetjih, lišajih, ihtiozi, opeklinah ter pri motnjah vegetativnega živčnega sistema. Pomaga tudi pri zaprtju, driski, nespečnosti, glavobolu, pa tudi pri hemoroidih